# 美能达RD-175
美能达 RD-175是一台由日本照相器材制造商美能达与德国影像公司爱克发联合开发的一款数码单反相机，于1995年发布，具备1.75百万像素，使用Minolta AF卡口系统。
该机器的美能达版本叫做 Minolta RD-175 ，爱克发版本为 Agfa ActionCAM 。

## 概述
RD-175的机身基于α505si（在欧洲市场被称作 Dynax 505si Super ，在北美市场被称作 Maxxum HTsi plus）开发。
传感器使用3CCD，但并非为常见的红+绿+蓝组合——其中两片绿色，一片为红蓝各半。绿色的两片相对于红蓝那块CCD，在空间上的纵横方向各错开半个像素，使得采样更精细，可以在有限的传感器条件（768×494），得到更高分辨率的图像（输出分辨率1528×1146），这一技术也被称作像素偏移（英語：Pixel Shift）。
同时，RD-175内部其具备减焦增光装置。虽然传感器本身面积仅有6.4x4.8mm——大约仅为135画幅规格的1/28（焦距转换率为5.3x）——但借助于减焦机制的帮助，最终的焦距转换率为两倍，相当于传感器尺寸扩展到16x12mm。
相机的感光度固定在ISO 800，进行部分拍摄的时候可能需要借助于中灰镜。
存储部分，配备PCMCIA III型接口，可以插入相应的介质进行存储。存储格式是RAW文件，每张影像的大小约为1，2MB，需要在电脑上进行解码处理生成可视的图片。具备SCSI II接口，可与电脑接驳。

## 影响
RD-175是美能达与爱克发公司联合推出的实验性机型，在早期的影像数码领域是一次积极的尝试。同样在1995年，佳能与柯达、尼康与富士也分别推出了DCS-5、E2N（DS-515）这样的机型，虽然还不够成熟，但是已经吹响了影像数字化的号角。在1999年，尼康D1的诞生，则被认为是成熟的数码单反相机时代的到来。